# Baradili
Baradili (sardinsky: Bobàdri) je italská obec (comune) v provincii Oristano v regionu Sardinie. Nachází se ve výšce 165 metrů nad mořem a má 78 obyvatel. Rozloha obce je 5,57 km².